# 蟻窩
「蟻窩」是指能夠維持其完整生命週期的單一螞蟻物種的族群。 蟻群是真社會、公共的和有效組織，並且與其他社會膜翅目中發現的蜂窩非常相似，儘管這些蟻窩的各個群體通過趨同演化。 典型的群體由一隻或多隻產卵蟻后、眾多不孕雌蟻（工蟻、兵蟻）以及季節性的許多有翅的有性雄蟻和雌蟻組成。 為了建立新的蟻窩，螞蟻會在一天中物種特徵時間進行飛行。 成群結隊的有翅性动物（被稱為有翼的）離開巢穴去尋找其他巢穴。 此後不久，雄性和大多數雌性一起死亡，一小部分雌性存活下來並建立新的巢穴.